# Besbes
Besbes is een stad (commune) in Algerije in het westen van de provincie El Tarf. Het is de geboorteplaats van theaterartiest en mimespeler Hakim Traïdia (bekend van de Nederlandse editie van Sesamstraat).
Besbes is gesticht door Franse kolonisten in 1868 onder de naam Randon. De plaats was genoemd naar Jacques Louis Randon, gouverneur-generaal van Algerije van 1851-1858. In de volksmond werd de stad Besbes genoemd. Na de onafhankelijkheid van Algerije in 1962 werd dit ook de officiële naam.